# Nonowa武蔵小金井
nonowa武蔵小金井（ノノワむさしこがねい）は、武蔵小金井駅構内および駅前において、JR東日本グループの株式会社JR中央線コミュニティデザインが「nonowa」ブランドで運営する駅ビル・駅ナカ商業施設。2009年開業のセレオ武蔵小金井をリブランドした「SOUTH」棟と、高架駅下に一体的に建設され2015年から2018年にかけて順次開業した「EAST/エキナカ/WEST」棟および隣接する「ムサコガーデン」により構成される。
コンセプトは「うららかムサコスタイル」。

## 概要
2006年（平成18年）12月より着工された武蔵小金井駅南口第一地区市街地再開発事業で建設された「JR武蔵小金井南口ビル」に入居する形で、2009年9月17日に商業施設が開業した。当初の施設名称は「武蔵小金井駅南口店」で、運営会社はJR東京西駅ビル開発。同社では「ライフサポートショッピングセンター」と称していた。

同年12月に商業施設の愛称を一般公募し「CELEO」が採用され、セレオ武蔵小金井となり「CELEO」ブランドを冠した最初の商業施設となった。以降、同社が管理運営する他の商業施設も順次「CELEO」ブランドに改称された。
2010年12月1日、JR中央線高架化による駅高架下の商業施設の企画・運営・開発と、中央線の駅業務受託を目的として、株式会社JR中央ラインモールが設立された。
その後、中央線高架化事業の進展により（詳細は武蔵小金井駅#歴史、中央線快速#連続立体交差事業を参照）、駅東側の高架下に2015年2月19日、nonowa武蔵小金井EASTが開業した。
同2015年12月12日には、駅西側にnonowa武蔵小金井WESTが開業した。また同日12時より、武蔵小金井駅西側高架下に交通系ICカード専用改札「nonowa口」が供用開始された。
nonowa武蔵小金井EAST/WESTの開業により、翌2016年7月12日、セレオ武蔵小金井の運営をJR東京西駅ビル開発からJR中央ラインモールへ移管することを発表。同年12月1日付で移管され、nonowa武蔵小金井SOUTHとして一体的に運営することとなった。これに伴い、セレオ武蔵小金井では同年8月1日より「セレオポイントカード」の新規入会受付を終了、同年12月1日よりポイントカードの利用を終了した。
2018年4月14日、nonowa武蔵小金井WESTの西側高架下にムサコガーデンをオープン。商業施設4店舗のほか、回遊歩行空間「ののみち」、公園「むさこぷらっと公園」、多摩産木材を使用した大屋根付きのイベントスペース、教室や講座などを開催する「Room635（ルームムサコ）」などを整備した。このムサコガーデンの開業により、nonowa武蔵小金井の高架下エリア全体が完成した。
2020年3月7日より、新型コロナウイルス感染症流行の影響を受けて飲食店で時短営業を行った。

## SOUTH

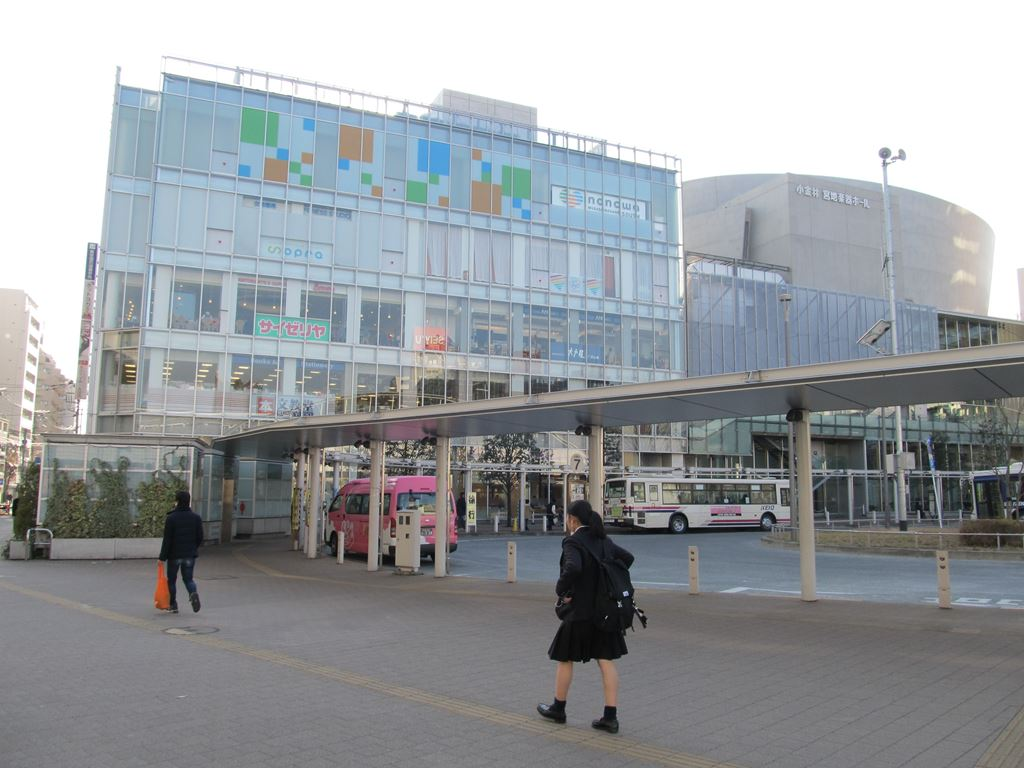
nonowa武蔵小金井 SOUTH

2009年9月17日開業。開業時のコンセプトは「賑わいと温かみのある、街のライフサポートコミュニティ」。開業を記念して開業日より7日間「Suicaでお買い物キャンペーン」を開催、Suica電子マネーで500円以上利用した買い物客にSuicaペンギンのオリジナルグッズが進呈された。
前述のとおり、その後はセレオ武蔵小金井として営業してきたが、運営会社の移管により、2016年12月1日付でセレオ武蔵小金井SOUTHに店名変更。案内図上のエリアカラーはブルー。駅前再開発事業により整備された南口ロータリーをはさみ、駅の反対側に面している。同じビル内に小金井宮地楽器ホールが入居する。核店舗は成城石井武蔵小金井店。
- 所在地：東京都小金井市本町6丁目14番45号[1]
- 建物構造：鉄筋コンクリート造、地下1階・地上5階[1]
- 延床面積：4,694.95m2[1]
- 店舗面積：1,611.54m2[1]

主なテナント
- 1階：天丼てんや、成城石井、とんかつ和幸[2]
- 2階：ドコモショップ、上島珈琲店[2]
- 3階：大戸屋ごはん処、サイゼリヤ[2]
- 4階：ジェクサー・フィットネススタジオ、にじいろ保育園[2]

開業時のテナント
- 1階
  - Born and Bread - サンジェルマンが運営するベーカリーで新ブランドとして初出店[4][注釈 2] 。2010年7月31日閉店。閉店後はヴィ・ド・フランス武蔵小金井店[13]が出店していたが2018年に閉店。閉店後は同年12月10日に天丼てんやが出店[14]。
  - 成城石井[4]、とんかつ和幸[4]
- 2階
  - 啓文堂書店武蔵小金井店[4] - 2016年1月17日閉店[15]。京王バスの定期券販売も行っていたが、2015年10月1日より定期券販売所が駅南口の再開発ビル「アクウェルモール」内の写真店「ふじかわフォトサービス」に変更された[16]。
  - 上島珈琲店[4]
- 3階：大戸屋ごはん処[4]、サイゼリヤ[4]
- 4階：ジェクサー・フィットネススタジオ[4]、にじいろ保育園[4]

## EAST
2015年2月19日開業。駅舎直結（東側）。レストラン・カフェ、食料品テイクアウト店舗による「フードゾーン」として開業した。案内図上のエリアカラーはオレンジ。
2020年3月29日に食品・酒販売店「p3pocket」、ラスク専門店「東京ラスク」、同年4月12日に生パスタ専門店「POTA PASTA CAFFE STATION」が閉店。
- 所在地：東京都小金井市本町6丁目14番29号[2]
- 建物構造：鉄骨造、地上1階[7][8]

主なテナント
- 神戸屋キッチン デリ&カフェ - 「キッチン デリ&カフェ」業態としては多摩地域初出店[5] 。
- スターバックスコーヒー
- おむすび権米衛
- La Boutique TERAKOYA - 小金井市前原町3丁目のフレンチレストラン「TERAKOYA」の支店で、ショッピングセンター初出店[5]。

## WEST
2015年12月12日開業。駅舎直結（西側）。ファッションから雑貨まで取り揃える「ライフスタイルゾーン」として開業した。案内図上のエリアカラーはピンク。
2020年3月29日、Hibiya-Kadan Style（生花店）が閉店。跡地には高級食パン専門店「LA-PAN」が出店した。
- 所在地：東京都小金井市本町6丁目14番29号[2]
- 建物構造：鉄骨造、地上2階[7][8]

主なテナント
- カルディコーヒーファーム
- PIER'S CAFE（ベーカリーカフェ）
- 靴下屋

## 駅ナカ
武蔵小金井駅構内（改札内）。案内図上のエリアカラーはグリーン。
テナント
- NewDays
- ハニーズバー（ジューススタンド）

## ムサコガーデン
2018年4月14日開業。nonowa武蔵小金井WESTのさらに西側の高架下スペースに位置する。案内図上のエリアカラーはグリーン。核店舗はニトリの小型店舗「ニトリ デコホーム」。
- 所在地：東京都小金井市本町5丁目1番18号[3]
- 建物構造： 鉄骨造、地上1階（3棟）[12]
- 敷地面積：約 3,640m2[12]
- 店舗面積：約 1,400m2[12]

テナント
- ニトリ デコホーム[6]
- 都市型農産物直売所 「地産マルシェ」[6]
- 北海道イタリアン ミア・ボッカ[6]
- すし屋銀蔵[6]